# Криничне (Пологівський район)
Крини́чне — село в Україні, у Воздвижівській сільській громаді Пологівського району Запорізької області. Населення становить 20 осіб. До 2017 року орган місцевого самоврядування — Верхньотерсянська сільська рада.

## Географія
Село Криничне розташоване на за 1,5 км від сіл Цвіткове, Староукраїнка та Святопетрівка. Селом тече пересихаючий струмок з загатою. Через село проходить залізниця, найближча залізнична станція —  Гуляйполе (за 5 км).

## Історія
7 (20) листопада 1917 року, відповідно до Третього Універсалу Української Центральної Ради, увійшло до складу Української Народної Республіки.
11 квітня 2017 року, в ході децентралізації, Верхньотерсянська сільська рада об'єднана з Воздвижівською сільською громадою.
19 липня 2020 року, в результаті адміністративно-територіальної реформи та ліквідації Гуляйпільського району, село увійшло до складу новоутвореного Пологівського району.

## Населення
Згідно з переписом УРСР 1989 року чисельність наявного населення села становила 24 особи, з яких 11 чоловіків та 13 жінок.
За переписом населення України 2001 року в селі мешкало 20 осіб.

## Мова
Розподіл населення за рідною мовою за даними перепису 2001 року:
| Мова       | Відсоток |
| ---------- | -------- |
| українська | 90,00 %  |
| російська  | 10,00 %  |